# Neorhynchoplax elongata
Neorhynchoplax elongata is een krabbensoort uit de familie van de Hymenosomatidae. De wetenschappelijke naam van de soort is voor het eerst geldig gepubliceerd in 2004 door Rahayu & Ng.